# 北小路みほ
北小路 みほ（きたこうじ みほ、5月8日 - ）は、元宝塚歌劇団花組組長。
京都府京都市、尚徳中学校出身。身長は158cm。愛称は「ポイ」。

## 略歴
- 1971年、57期生として宝塚歌劇団に入団。花組公演『花は散る散る／ジョイ!』[1]で初舞台を踏む。宝塚入団時の成績は55人中15位[1]。1972年3月2日[1]に花組に配属。
- 1982年、東南アジア公演メンバーに選抜される。
- 1986年、花組の副組長に就任。
- 1990年、宝純子の退団により、花組組長に就任。
- 1991年11月30日[1]、宝塚歌劇団を退団。最終出演公演の演目は『ヴェネチアの紋章／ジャンクション24』[1]の東京公演。

## 宝塚歌劇団時代の主な舞台歴
- 1975年7月、『ベルサイユのばら -アンドレとオスカル編-』新人公演：オルレアン公爵夫人（本役：淡路通子）
- 1976年2月、『あかねさす紫の花』新人公演：鸕野皇女（本役：島ゆり）／『ビューティフル・ピープル』
- 1976年8月、『うつしよ紅葉』新人公演：濃姫（本役：上原まり）／『ノバ・ボサ・ノバ』
- 1977年1月、『朱雀門の鬼』／『ル・ピエロ』新人公演：デコレーションの女（本役：恵さかえ）
- 1977年8月、『宝舞抄』新人公演：白き椿（本役：三鷹恵子）／『ザ・レビュー』
- 1978年2月、『風と共に去りぬ』新人公演：スエレン・オハラ（本役：北原千琴）
- 1978年4月、『ホフマン物語』（バウ）新人公演：アントニア
- 1978年4月、『風と共に去りぬ』（福岡特別）ファニー
- 1978年8月、『ヴェロニック』（バウ）ドゥニーズ
- 1978年9月、『遥かなるドナウ』ポーラ／『エコーズ』
- 1979年8月、『バウ・シャンソン・コンサート』
- 1979年9月、『ベルサイユのばら』（全国ツアー）ミレイユ
- 1980年5月、『花小袖』はな／『プレンティフル・ジョイ』
- 1980年11月、『友よこの胸に熱き涙を』ルイーズ／『ザ・スピリット』[2]
- 1981年8月、『YOU・ME』（バウ）
- 1981年10月、『エストリレータ』カロリーナ／『ジュエリー・メルヘン』
- 1982年6月、『エストリレータ』カロリーナ／『ファースト・ラブ』（全国ツアー）
- 1982年8月、『夜明けの序曲』お竜
- 1982年12月、『ザ・タカラヅカ』（東南アジア）
- 1993年2月、『霧深きエルベのほとり』ヴェロニカ／『オペラ・トロピカル』
- 1984年2月、『琥珀色の雨にぬれて』ソフィー／『ジュテーム』
- 1984年8月、『名探偵はひとりぼっち』マーガレット／『ラ・ラ・フローラ』
- 1985年3月、『愛あれば命は永遠に』ラコスト嬢
- 1985年5月、『榛名由梨ゴールデンタイムⅡ』（バウ）
- 1985年9月、『テンダー・グリーン』アヌーフ／『アンドロジェニー』
- 1986年4月、『微風のマドリガル』ドンニャ・ルクレシア／『メモリアール・ド・パリ』（東宝）
- 1986年6月、『真紅なる海に祈りを』カルパーニア／『ヒーローズ』
- 1987年2月、『遥かなる旅路の果てに』プローゾロフ侯爵夫人／『ショー・アップ・ショー』
- 1987年8月、『あの日薔薇一輪』パトリシア／『ザ・レビュースコープ』
- 1988年2月、『ベルベット・カラー』（バウ）パレット夫人
- 1988年3月、『キス・ミー・ケイト』ハッティ
- 1988年9月、『宝塚をどり讃歌 88』／『春ふたたび』かつら／『フォーエバー!タカラヅカ』
- 1989年1月、『会議は踊る』ユーリア大蔵大臣男爵夫人／『ザ・ゲーム』
- 1989年2月、『硬派・坂本竜馬!』（バウ）お登勢
- 1989年6月、『ロマノフの宝石』ワルター伯爵夫人／『ジダン・デ・ジタン』
- 1989年9月、『春ふたたび』かつら／『ザ・レビュースコープ 89』（全国ツアー）
- 1990年3月、『ベルサイユのばら - フェルゼン編 - 』シッシーナ伯爵夫人
- 1990年9月、『秋…冬への前奏曲』タチアナ／『ザ・ショーケース』
- 1991年2月、『小さな花がひらいた』（バウ・東京特別）お久
- 1991年6月、『ヴェネチアの紋章』メリーナ／『ジャンクション24』 ＊退団公演
- 1991年9月、『ベルサイユのばら』（全国ツアー）シッシーナ夫人